# Guennadi Nikonov
Guennadi Nikolaïevitch Nikonov (en russe : Геннадий Николаевич Никонов), né le 11 août 1950 à Ijevsk et mort dans la même ville le 14 mai 2003, était un ingénieur russe spécialiste des armes à feu. Ses réalisations les plus célèbres en tant que concepteur ont probablement été le fusil d'assaut Nikonov AN-94 et le « verrou à dos droit ». Nikonov détenait les droits d’auteur de 44 brevets et a reçu les titres de « Meilleur designer de l’entreprise » et « Meilleur concepteur du ministère » . En mémoire de cet éminent concepteur, une plaque commémorative a été apposée sur le centre de conception du bâtiment et d’armes de « Izhmash » (2003), et sur le lieu de son enterrement (2007).

## Enfance et éducation
Nikonov est né à Ijevsk. Son père et sa mère étaient employés à Izhmash, une usine d’armement soviétique. Son père était mécanicien. Nikonov est sorti diplômé de l’école technique en 1968. À Izhmash, il prend des cours du soir. En 1975, il est diplômé de l’Institut de mécanique d'Izhevsk, certifié en tant qu’ingénieur en armes à feu.

## Carrière de concepteur
Il a commencé à travailler chez Izhmash dans le département du concepteur en chef des armes. Son premier poste était en tant que technicien. À l’école technique, Nikonov est devenu obsédé par les fusils sous-marins. Il a gagné sa première reconnaissance professionnelle en concevant un mécanisme de déclenchement pour un fusil sous-marin.
Il a conçu divers fusils, y compris des pistolets à air comprimé et des armes à feu sportives. L’une des plus appréciées était la carabine élégante et précise « Izjubr » (cerf mâle), une arme de luxe en édition limitée. Nikonov a été nommé ingénieur de projet senior pour concevoir des fusils à verrou à un coup et des armes entièrement automatiques. Dans cette mission, il a breveté un certain nombre de mécanismes et de composants. L’un des plus importants était le « verrou à traction droite », utilisé pour la première fois dans un fusil de tir à la cible de biathlon d’hiver.
Nikonov a également travaillé sur des projets de recherche. Au milieu des années 1970, il est entré dans un cours de doctorat de troisième cycle. De 1980 à 1985, il a travaillé sur des projets pour le ministère de l'Industrie de la Défense. Parmi les exemples de son innovation, citons sa mitrailleuse à double canon et le « blow back shifted pulse (BBSP) » utilisé sur l’AN-94. On dit que sa grande qualité et sa quantité de travail l’ont aidé à progresser vers des postes plus élevés au travail.

## Mitrailleuse Nikonov
L’arme a été développée de la propre initiative de Nikonov, à partir de travaux liés à des compétitions et à des tâches techniques. L’arme n’a pas de verrou, mais une culasse fixe et des canons mobiles, chacun avec ses propres cylindres de récupération des gaz et pistons reliés au canon adjacent. Lors du tir d’un canon, le suivant est forcé vers l’arrière et provoque ainsi le mouvement du canon suivant. Le tir fait fonctionner un dispositif d’alimentation qui canalise les cartouches dans les canons, les étuis usagés étant éjectés des deux côtés. Les canons se déplacent d’avant en arrière sur toute la longueur de la cartouche. La conception à double canon, combinée à la course la plus courte possible, permet une cadence de tir élevée, à plus de 3 000 coups par minute. Le prototype se trouve maintenant au musée M.T. Kalachnikov à Izhevsk.

## Vie personnelle
Nikonov était marié et avait deux fils, Nikolay et Yuri. Tatiana, l’épouse de Nikonov, travaillait comme créatrice d’armes dans le même bureau.